# Tongil-Straße
Die Tongil-Straße (통일 거리) ist eine Hauptstraße am südlichen Stadtrand Pjöngjangs im Stadtteil Rakrang-guyŏk. Sie ist auch als Straße der Wiedervereinigung (통일: Tongil, d. h. „Wiedervereinigung“) bekannt. Sie ist nicht zu verwechseln mit der Autobahn der Wiedervereinigung.

## Geschichte
Die Straße wurde von 1990 bis 1992 errichtet. Mit einer Breite von 120 Metern ist sie sogar breiter als die Kwangbok-Straße und ist pro Fahrtrichtung dreispurig angelegt. 1993 erschien eine Briefmarke mit der Abbildung der Straße.
An der T’ongil-Straße gibt es diverse Restaurants, Kinos sowie eine Kunstgalerie und diverse kleinere Parks. Die Wohnhäuser, welche allesamt in Plattenbauweise errichtet wurden, verfügen über 20, 25 und 30 Etagen. Im Oktober 2012 wurde ein Fitnessstudio eröffnet.

## Verlauf
Die Straße verläuft vom Süden Rakrang-guyŏk's an die Grenze zum Stadtteil Ryŏkp’o-guyŏk, wo sie an der Nakrang-Brücke endet. Die T’ongil-Straße beginnt an einem Fußballstadion und führt unter der Autobahn der Wiedervereinigung hindurch und führt schließlich am T’ongil-Markt vorbei und wird von der Songyo-Kangan-Straße gekreuzt.
Parallel zu ihr verkehren Linien der Straßenbahn Pjöngjang und des Oberleitungsbussystems Pjöngjang. Da es in Nordkorea nur wenige private PKW gibt, ist das Verkehrsaufkommen verhältnismäßig gering.